# 2015-ös holland labdarúgó-szuperkupa
A 2015-ös volt a Szuperkupa 26. döntője és azon belül a 20. Johan Cruijff-kupa.
A döntőt augusztus 2-án rendezték meg. A helyszín Amszterdamban volt, pontosabban az Amsterdam ArenA-ban. A döntő két résztvevője a bajnoki cím nyertese a PSV Eindhoven, és a kupagyőztes, az FC Groningen voltak. Az FC Groningen csapata története során először játszott a Szuperkupában, mivel eddig még sosem sikerült sem a bajnokságot, sem a kupát megnyernie. A bajnok PSV simán, háromgólos különbséggel legyőzte a kupagyőztes ellenfelét. Ezzel a győzelemmel pedig megerősítette vezető helyét a Szuperkupa eddigi győzteseinek a listáján.
Az eddigi 26 döntőből ez volt a 15. melyen a bajnokcsapaté lett a siker.

## Döntő
| 2015. augusztus 2. 18:00 |

| FC Groningen | 0 - 3               | PSV Eindhoven                          |
| ------------ | ------------------- | -------------------------------------- |
| Lindgren 68' | (0 - 1) Jegyzőkönyv | De Jong 25' 63' Maher 50' Guardado 90' |

| Amsterdam ArenA, Amszterdam Nézőszám: 24.000 Játékvezető: Bas Nijhuis |

| FC Groningen | PSV |

| FC Groningen:     |    |                    |     |
|                   |    |                    |     |
| GK                | 1  | Sergio Padt        |     |
| RB                | 3  | Eric Botteghin     |     |
| CB                | 21 | Rasmus Lindgren    | 68' |
| CB                | 28 | Abel Tamata        |     |
| LB                | 33 | Hans Hateboer      |     |
| CM                | 10 | Albert Rusnák      | 62' |
| CM                | 22 | Simon Tibbling     | 74' |
| RW                | 24 | Tom Hiariej        |     |
| AM                | 7  | Jarchinio Antonia  |     |
| LW                | 8  | Michael de Leeuw   |     |
| CF                | 11 | Bryan Linssen      | 62' |
| Cserék:           |    |                    |     |
| FW                | 17 | Jesper Drost       | 62' |
| FW                | 14 | Mimoun Mahi        | 62' |
| FW                | 38 | Juninho Bacuna     | 74' |
| MF                | 2  | Johan Kappelhof    |     |
| DF                | 5  | Lorenzo Burnet     |     |
| GK                | 9  | Danny Hoesen       |     |
| DF                | 26 | Peter van der Vlag |     |
| Edző:             |    |                    |     |
| Erwin van de Looi |    |                    |     |

| PSV Eindhoven: |    |                      |         |
|                |    |                      |         |
| GK             | 1  | Jeroen Zoet          |         |
| RB             | 2  | Nicolas Isimat-Mirin |         |
| CB             | 4  | Santiago Arias       |         |
| CB             | 5  | Jeffrey Bruma        |         |
| LB             | 14 | Simon Poulsen        | 69'     |
| CM             | 6  | Davy Pröpper         |         |
| DM             | 10 | Adam Maher           | 85'     |
| CM             | 29 | Jorrit Hendrix       |         |
| RW             | 9  | Luuk de Jong         |         |
| CF             | 11 | Luciano Narsingh     |         |
| LW             | 19 | Jürgen Locadia       | 74'     |
| Cserék:        |    |                      |         |
| FW             | 20 | Joshua Brenet        | 69'     |
| FW             | 18 | Andrés Guardado      | 90' 74' |
| MF             | 7  | Gastón Pereiro       | 85'     |
| MF             | 8  | Stijn Schaars        |         |
| DF             | 16 | Maxime Lestienne     |         |
| DF             | 22 | Remko Pasveer        |         |
| GK             | 33 | Suently Alberto      |         |
| Edző:          |    |                      |         |
| Phillip Cocu   |    |                      |         |

| HOLLAND-SZUPERKUPA 2015        |
| ------------------------------ |
| PSV Eindhoven 10. kupagyőzelem |

## Egyéb
- Holland labdarúgó-szuperkupa